# Stašov
Stašov (deutsch Dittersbach) ist eine Gemeinde in Tschechien. Sie liegt elf Kilometer südwestlich der Stadt Svitavy und gehört zum Okres Svitavy.

## Geographie
Das Waldhufendorf erstreckt sich in der Böhmisch-Mährischen Höhe im oberen Tal der Křetínka von deren Quelle an nach Süden. Westlich erhebt sich der Baldský vrch (Findeis; 692 m), an dessen Hang eine Kaskade von 13 Fischteichen angelegt ist. Der im Zentrum des Dorfes gelegene Velký stašovský rybník ist mit fünf Hektar davon der größte. Im Nordosten liegt der Drašarov (Draschenberg; 686 m).
Nachbarorte sind Květná und Borová Krčma im Norden, Radiměř im Nordosten, Rohozná und Manova Lhota im Südosten, Hamry und Čtyří Dvory im Süden, Jedlová im Südwesten, Balda im Westen sowie Pomezí im Nordwesten.

## Geschichte
Das nach einem Lokator namens Dietrich benannte Dorf wurde 1557 im Zuge der Teilung der Burgherrschaft Svojanov erstmals erwähnt. Dittersdorf gehörte zum Laubendorfer Anteil und besaß zu dieser Zeit eine hölzerne Kirche, die eine Filiale von Laubendorf war. Im Jahre 1650 wurden die Záruba von Hustířan Besitzer des Dorfes. Im 17. Jahrhundert wurde bei der Suche nach Gold am Westhang des Findeisberges eine Mineralquelle entdeckt.
Nachdem Jakob Hannibal III. Reichsgraf von Hohenems die Herrschaft Svojanov erworben hatte, schloss er diese 1710 als Fideikommiss an Bistrau an. Franz Rudolf von Hohenems ließ 1740 an der Mineralquelle das erste Badehaus und ein Gasthaus errichten. Daraus entstand das Bad Waldbrunn, das später den Namen Goldbrunn erhielt. Nachfolgend entstand in Goldbrunn noch ein Schloss, das die Besitzer der Herrschaft nur für zeitweilige Badeaufenthalte nutzten.
Mit Mitteln des Religionsfonds wurde 1788 in Dittersbach eine eigene Pfarre eingerichtet. Von den Reichsgrafen von Hohenems erwarben 1828 die Freiherren von Langet Bistrau. Dittersbach verblieb bis zur Aufhebung der Patrimonialherrschaften Teil der Fideikommissherrschaft Bistrau.

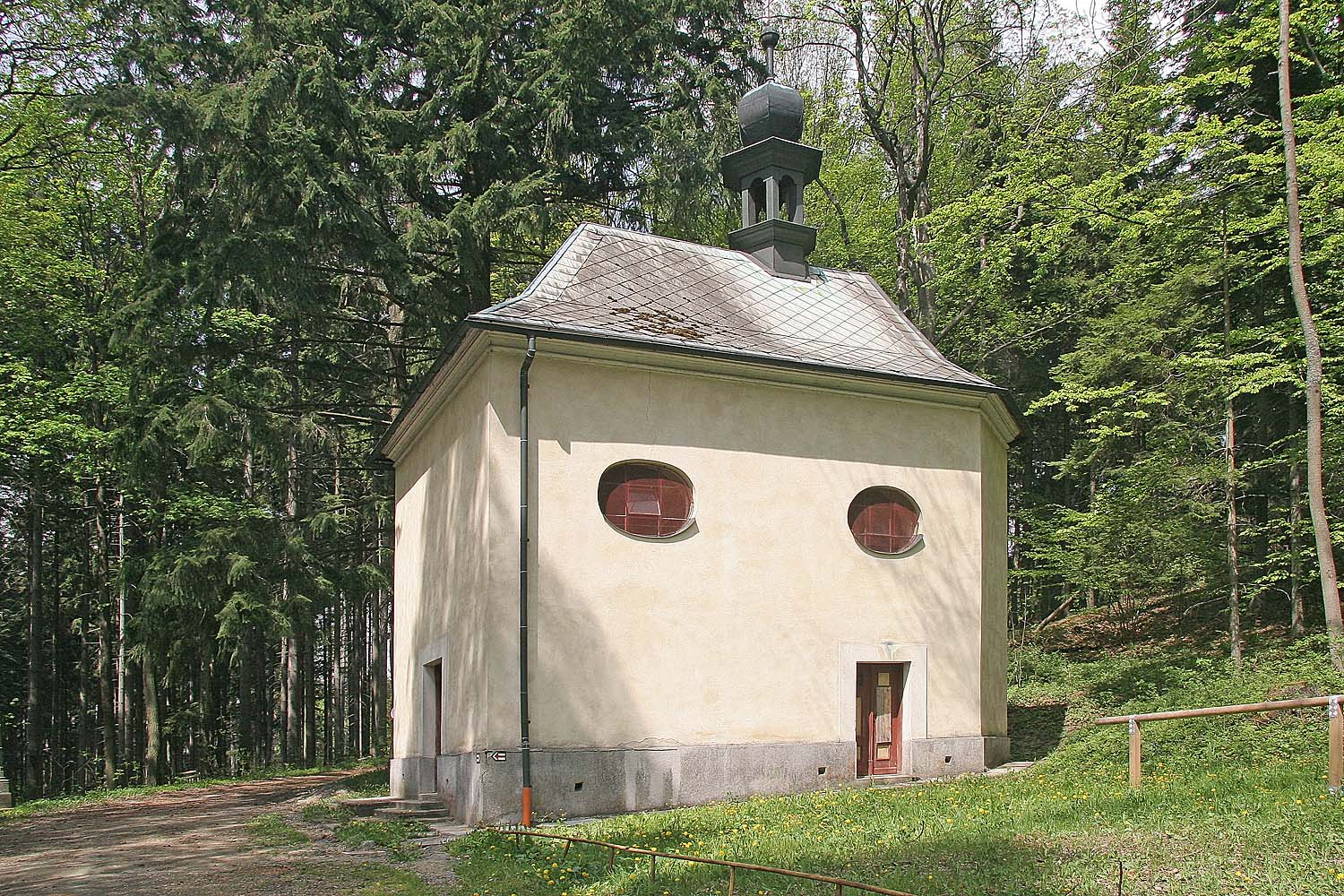
Wallfahrtskapelle Maria Schnee in Balda

Ab 1850 bildete Dittersbach/Staršov eine Gemeinde im Bezirk Polička; Goldbrunn gehörte zu Schönbrunn. 1869 erfolgte die Umnutzung des Schlosses in Goldbrunn zu einem öffentlichen Badehaus. In den nachfolgenden Jahren florierte der Badebetrieb in Goldbrunn und zu den Gästen gehörte u. a. Jaroslav Vrchlický. In der Nähe des alten Bades entstand mit dem Neuen Waldl/Nová Balda noch ein zweites Bad.
1921 wurde der tschechische Name der Gemeinde in Stašov geändert. 1930 lebten in Dittersbach 1.090 Menschen, von denen 1.014 der deutschen Volksgruppe angehörten. Nach dem Münchner Abkommen wurde das Dorf 1938 dem Deutschen Reich zugeschlagen und es gehörte bis 1945 zum Landkreis Zwittau. Nach dem Ende des Zweiten Weltkrieges wurden die deutschen Bewohner aus Stašov vertrieben. Zu dieser Zeit erlosch auch der Badebetrieb in Balda. Die Anlagen das Bades Zlatá studna Balda verwahrlosten und zwischen 1946 und 1947 wurden einige Gebäude, darunter das frühere Schloss abgerissen. Im Zuge der Gebietsreform wurde der Okres Polička zum 1. Jänner 1961 aufgelöst, seitdem gehört Stašov zum Okres Svitavy und Balda wurde umgemeindet.
Am 2. Juni 1983 schlug der Blitz in den kleinen Turm der Kirche. Bei dem daraus entstandenen Brand wurde das Dach der Kirche zerstört, die Glocken schmolzen und beide Kirchtürme stürzten ein. Durch Unterstützung Freiwilliger konnte die Kirche noch während der kommunistischen Herrschaft wiederhergestellt und am 30. Oktober 1988 durch den Kapitularvikar Karel Jonáš geweiht werden.
Stašov ist ein landwirtschaftlich geprägtes Dorf; im südlichen Teil werden zwei Steinbrüche betrieben.

## Gemeindegliederung
Für die Gemeinde Stašov sind keine Ortsteile ausgewiesen. Zu Stašov gehört der Weiler Balda (Goldbrunn).

## Sehenswürdigkeiten
- Kirche Mariä Himmelfahrt, erbaut 1873 anstelle eines 1856 abgebrannten barocken Vorgängerbaus
- Wallfahrtskapelle Maria Schnee in Balda, errichtet 1747–1748